# EC Tigres do Brasil
EC Tigres do Brasil is een Braziliaanse voetbalclub uit Duque de Caxias, in de deelstaat Rio de Janeiro.

## Geschiedenis
De club werd in 2004 opgericht als EC Poland en nam een jaar later zijn huidige naam aan. De club begon in 2005 in de derde klasse van het Campeonato Carioca en kon na één jaar al de promotie afdwingen naar de tweede klasse, de club won dat jaar ook al de Copa Rio tegen Macaé. Na twee middelmatige seizoenen werd de club in 2008 vicekampioen achter Bangu. In 2009 eindigde de club in de lagere middenmoot en won wel de Copa Rio tegen Madureira waardoor de club mocht deelnemen aan de Copa do Brasil 2010, waar de club in de eerste ronde verloor van Fortaleza. In 2010 degradeerde de club ook uit de hoogste klasse van het Campeonato Carioca. Na drie seizoenen in de middenmoot kon de club in 2014 opnieuw promotie afdwingen. In 2015 en 2016 eindigde de club in de middenmoot en in 2017 degradeerde de club weer. In 2019 degradeerde de club ook uit de tweede klasse en ging daarna in vrije val waardoor ze in 2023 zelfs in de vijfde klasse belanden. 

## Erelijst
Copa Rio
2005, 2009